# Medien in Kroatien
Dieser Artikel gibt einen Überblick über das kroatische Mediensystem.

## Medienformen
Die wichtigste Form der Massenmedien ist in Kroatien das Fernsehen. 2008 sahen täglich 87 Prozent aller Kroaten zwischen 10 und 74 fern, 19 Prozent benutzten das Internet.

### Printmedien
Das kroatische Printmediensystem ist national ausgerichtet, obwohl es einige bedeutende Regionalzeitungen gibt; im gesamteuropäischen Vergleich ist die Verbreitung von Tageszeitungen in Kroatien gering. Vjesnik (deutsch Kurier, tägliche Auflage 2000: ca. 22.000) war bis zum Einstellen ihres Erscheinens im April 2012 die einzige landesweit erscheinende Qualitätszeitung. Mit ca. 252.000 (2000) täglich verkauften Exemplaren ist das Večernji list (deutsch Abendblatt) der österreichischen Styria Media Group die auflagenstärkste landesweit erscheinende Tageszeitung. Weitere bedeutende Tageszeitungen sind das Zagreber Jutarnji list (deutsch Morgenblatt, Auflage 2000: ca. 150.000), an dem der deutsche WAZ-Konzern beteiligt ist, das dalmatinische Slobodna Dalmacija (deutsch Freies Dalmatien, Auflage 2000: ca. 55.000), die primär in Istrien gelesenen Novi list (deutsch Neues Blatt, Auflage 2000: ca. 48.000) und Glas istre (deutsch istrische Stimme, Auflage 2000: ca. 22.000) sowie Slawoniens Regionaltageszeitung Glas Slavonije (deutsch Stimme Slawoniens, Auflage 2000: ca. 11.000). Dnevnik ist die bedeutendste nationale Wirtschaftszeitung, Sportske Novosti (deutsch Sportnachrichten, Auflage 2000: ca. 40.000) die nationale Sportzeitung. Erst 2005 wurde 24 sata (deutsch 24 Stunden), eine midmarket Zeitung mit Schwerpunkt in Zagreb gegründet, aber mit einer Auflage von ca. 150.000 Exemplaren ist sie bereits heute eine der auflagenstärksten Tageszeitungen des Landes.
Unter den Wochenzeitschriften sind Fokus, Globus, Hrvatski list, die Kulturzeitung Hrvatsko slovo, und Nacional die Zeitschriften mit der größten Reichweite.
Insbesondere Wirtschaftszeitungen etablieren sich in letzter Zeit neu auf dem kroatischen Markt: Lider, business.hr, Banka und Poslovni dnevnik. Das satirische Wochenblatt Feral Tribune ist für seine kritische Haltung während der Regierungszeit Franjo Tuđmans, die es bis heute beibehalten konnte, auch über die Landesgrenzen hinaus bekannt. Die Feral Tribune wurde 2008 wegen finanzieller Schwierigkeiten eingestellt. Das letzte Ausgabedatum war der 19. Juni 2008.

### Rundfunk
Kroatien hat ein duales Rundfunksystem. Terrestrische Analogübertragung ist die übliche Empfangsart, 18 % der Haushalte verfügen über Kabelfernsehen, 30 % über Satellitenempfänger.

#### Fernsehen

Logo der kroatischen öffentlich-rechtlichen Rundfunkanstalt HRT

Im Fernsehen werden neben der staatlichen Rundfunkgesellschaft Hrvatska Radiotelevizija (HRT) die Privatsender RTL Televizija und Nova TV national ausgestrahlt. Mit 54,2 % Marktanteil (2007) ist HRT der Marktführer, RTL TV erzielt durchschnittlich 24,4 % und Nova TV etwa 13,6 % Marktanteil. Überdies gibt es mehrere lokale Fernsehsender, zum Beispiel Z1, OTV, NeT und Nova TV. Über Satellit können europaweit (Hot Bird) und in Nordamerika folgende Fernsehsender unkodiert empfangen werden: HRT (z. T. kodierte Signale bei lizenzpflichtigem Programmen), Z1 und Croatian Music Channel. RTL Televizija sendet in Europa über den Satelliten Eutelsat W2. Darüber hinaus ist auch der 2005 gestartete MTV-Ableger für den Westbalkan, MTV Adria, in Kroatien zu empfangen. Kapital Network (ein Wirtschaftsfernsehenkanal) ist ein privater Fernsehsender, der im digitalen DVB-T Betrieb in Kroatien empfangen werden kann, wie auch via Satellit.
Seit Ende 2010/Anfang 2011 kamen auch RTL2 (Schwestersender von RTL Televizija), und DomaTV (Schwestersender von Nova TV) hinzu.

#### Radio
In Kroatien gibt es neben den staatlichen Radiosendern der HRT und den national-ausgestrahlten Privatsendern Otvoreni radio, Narodni radio und Radio Marija seit Anfang der 1990er Jahre dutzende lokale Privatradiosender.

### Neue Medien
Obwohl etwa die Hälfte der kroatischen Erwachsenen über einen Internet-Zugang verfügt, nutzen nur etwa 38 Prozent diesen zumindest wöchentlich. Die Zahl der Breitband-Anschlüsse stieg bis 2007 auf etwa 331.000.

### Film
Die Frage, ob es vor der Unabhängigkeit Kroatiens 1991 eine eigenständige kroatische Filmproduktion gab, ist umstritten. Ivo Škrabalo bejaht diese Frage in seiner 1984 erschienenen Monographie Između publike i države: povijest hrvatske kinematografije: 1896-1980 („Zwischen Öffentlichkeit und Staat: Eine Historiographie der kroatischen Cinematographie von 1896 bis 1980“). Die wichtigste Säule der kroatischen Filmwirtschaft nach dem Zweiten Weltkrieg sind experimentelle und alternative Filme, insbesondere im Zeichentrickgenre.

## Mediengesetz
Im Rahmen der Aufspürung von Kriegsverbrechen wurde 2005 bekannt, dass ein Geheimdienst eine Journalistin verhört hatte mehrerer Journalisten vermutlich abgehört wurden in der Öffentlichkeit bekannt.
Die Unabhängigkeit der nationalen Rundfunkgesellschaft HRT soll nach lautstarker Kritik von Seiten der Öffentlichkeit noch mehr geschützt und gefördert werden. Gleichzeitig wurde praktisch bereits beschlossen, dass es eine unabhängige Medien-Kontrollinstitution geben sollte, welche die Einhaltung der gesetzlichen Bestimmungen überwachen sollte (bislang verfügt die kroatische Rundfunkgesellschaft über ein eigenes Kontrollgremium). Die Medien werden somit zur professionellen und verantwortungsvollen Berichterstattung aufgefordert, der Jugendschutz sollte eingehalten werden und eine Überschreitung der genehmigten Werbezeiten wird sanktioniert werden.

## Beurteilung der Medienlandschaft
Nach einem Bericht der Nichtregierungsorganisation IREX soll Kroatien auf dem Westbalkan knapp nach Bosnien und Herzegowina das gemessen an Professionalisierung, Medienpluralismus, betrieblicher Nachhaltigkeit und Effizienz des institutionellen Supports demokratiefähigste Mediensystem aufweisen, wenngleich in jüngster Zeit die größeren Fortschritte auf diesem Feld in den anderen Nachfolgestaaten Jugoslawiens gemacht worden sind. Auf dem Balkan soll demnach nur Mazedonien eine ähnlich hohe Redefreiheit garantieren.
In der von der Organisation „Reporter ohne Grenzen“ kompilierten „Rangliste der Pressefreiheit 2005“ steht Kroatien dagegen hinter den ehemaligen jugoslawischen Teilrepubliken Slowenien, Mazedonien und Bosnien-Herzegowina lediglich auf Rang 56 von 166, einer der letzten Ränge im europäischen Vergleich.
Es wird eine zunehmende „Tabloidisierung“ und Kommerzialisierung der Medien bemängelt. Ebenso seien die Medien in Kroatien für die breite Öffentlichkeit relativ teuer zu erwerben, und es sei oft notwendig mehrere Medien gleichzeitig zu verfolgen, um ein korrektes Gesamtbild der aktuellen Lage zu erhalten. Paradoxerweise wird im Bericht erwähnt, dass sich die größten Gegner der prodemokratischen und proeuropäischen Politik der kroatischen Regierung ausgerechnet in zwei Medien finden, von denen jeweils ein Medium in österreichischem Besitz und das andere Medium im Besitz einer amerikanischen Gesellschaft ist. Die Eigentümer sollten hierbei eine kritischere Reflexion der Redakteurspolitik verfolgen, bzw. ist unklar, ob eine derartige Blattlinie der Intention der Eigentümer entspricht.
Der Bericht erwähnt auch den unrühmlichen Vorfall des festgenommenen Journalisten Josip Jović (Chefredakteur der Tageszeitung Slobodna Dalmacija), welchen das Haager Tribunal beschuldigte, zur Aufdeckung der Identität eines geheimen Zeugen beigetragen zu haben und gegen den ein Haftbefehl bestand. Nach Bekanntwerden der Anklage folgten heftige Reaktionen von Seiten der Öffentlichkeit und diverser Journalistenvereinigungen. Die IREX stellte hier eine potentielle Gefahr für die Redefreiheit innerhalb des Landes fest, die von der paradoxen und einzigartigen Lage Kroatiens im Jahre 2005 zeugt. Kroatien hat entsprechende Standards im Bezug auf die Medienfreiheit erreicht. Diese Standards der Redefreiheit wurden jedoch ausgerechnet von einer Institution gefährdet, von der man dies am wenigsten erwartet hätte, nämlich dem internationalen Strafgerichtshof in Den Haag, einer hohen internationalen Institution, die dazu geschaffen wurde, um die Gerechtigkeit und Stabilität in der Region voranzutreiben.
Laut Freedom House Press Freedom Report 2006 hat Kroatien noch immer nur teilweise freie Medien aufzuweisen. Politische und wirtschaftliche Interessen sollen sich dabei negativ auf die Pressefreiheit auswirken. Kroatien nimmt somit den 85. Platz in der Welt ein. Auch wenn Kroatien ein neues Gesetz verabschiedete, in dem die Strafverfolgung betreff Verleumdung deutlich abgeschwächt wurde, so stellt dies immer noch eine strafbare Handlung dar, im Falle, dass das Ansehen einer Institution gefährdet wird. Insbesondere die etwas schwerfällige Umsetzung des neuen Gesetzes durch die Gerichte wird bemängelt. Kritische Berichterstattung betreff des Kroatienkrieges ist in Kroatien nach wie vor ein sehr empfindliches Thema.